# Albina Grčić
Albina Grčić (Split; 13 de fevereiro de 1999), conhecida profissionalmente pelo monónimo Albina, é uma cantora croata. Ela começou sua carreira após participar da terceira temporada do The Voice Croácia, onde ficou em 3.º lugar. A cantora representou a Croácia no Festival Eurovisão da Canção 2021, em Roterdão, nos Países Baixos, com a música «Tick-Tock», mas não conseguiu passar à final.

## Biografia
Albina nasceu em Split, mas seu pai Božinko é natural de Dicmo e sua mãe Marija é de Tijarica. Ela fez o teste para a segunda temporada do Factor X da Sérvia em Belgrado, com a canção «Ako izgubim te ja», de Oliver Dragojević. Avançando para a seguinte rodada, a produção decidiu formar um girl group com Albina como uma das integrantes, mas ela recusou a oferta e encerrou sua participação no show.
A 7 de dezembro de 2019, Albina Grčić apareceu como concorrente na terceira temporada do reality show de talentos The Voice da Croácia. Na prova cega, Albin cantou a canção «En cambio No» de Laura Pausini. Dois juízes, Vanna e Davor Gobac viraram-se, e ela acabou por escolher Vanna como sua treinadora. 
A 11 de janeiro de 2020, durante o tira-teimas, Albina cantou «A Million Dreams» de Pink e avançou para a rodada das batalhas. A 1 de fevereiro de 2020, nas batalhas, a treinadora de Grčić, Vanna, colocou-a contra Filip Rudan e escolheu-os para cantarem «Lovely», originalmente de Billie Eilish e Khalid. Como resultado, Vanna escolheu Rudan para continuar sua jornada nos shows ao vivo. O técnico Massimo Savić usou sua defesa em Grčić e ela avançou para o primeira gala em direto como um membro de sua equipa. A 8 de fevereiro de 2020, em direto, Grčić cantou uma versão da canção «Nisi više moja bol» de Zlatan Stipišić Gibonni. Na semifinal, a 15 de fevereiro de 2020, Grčić cantou «Fix You» do Coldplay e avançou para a final onde cantou «Suze nam stale na put» junto com seu treinador Savić, «Korake ti znam» de Maya Sar e, novamente, sua canção da prova cega «En cambio no» e acabou por ficar em 3.º lugar, atrás do vencedor Vinko Ćemeraš e do vice-campeão Filip Rudan.

## Discografia

### Singles
| Title                                    | Year | Peak chart positions | Album             |
| Title                                    | Year | HR Top 40            | Album             |
| ---------------------------------------- | ---- | -------------------- | ----------------- |
| "Imuna na strah" / "Não mais lágrimas"   | 2020 | 11                   | Músicas sem álbum |
| "Tick-Tock"                              | 2021 | 1                    | Músicas sem álbum |
| "—" indica que a música não foi lançada. |      |                      |                   |